# Забаряни
Забаря́ни —  село в Україні, у Новоселівській сільській громаді Полтавського району Полтавської області. Населення становить 13 осіб. До 2017 орган місцевого самоврядування — Надержинщинська сільська рада.

## Географія
Село Забаряни знаходиться за 1 км від правого берега річки Свинківка, вище за течією на відстані 2,5 км розташоване село Березівка, нижче за течією на відстані 1 км розташоване село Кованьківка. Село оточене великим лісовим масивом урочище Півнева Озеро (сосна).

## Історія
12 червня 2020 року, відповідно до розпорядження Кабінету Міністрів України № 721-р «Про визначення адміністративних центрів та затвердження територій територіальних громад Полтавської області», село увійшло до складу Новоселівської сільської громади.
19 липня 2020 року, в результаті адміністративно - територіальної реформи та ліквідації Полтавського району(1925-2020), село увійшло до складу новоутвореного Полтавського району.